# سبتشیتسه
سبتشیتسه (به چکی: Sebečice) یک منطقهٔ مسکونی در جمهوری چک است که در ناحیه روکیتسانی واقع شده‌است. سبتشیتسه ۶٫۶۶ کیلومتر مربع مساحت و ۷۳ نفر جمعیت دارد و ۴۶۲ متر بالاتر از سطح دریا واقع شده‌است.